# Carl Novak
Carl Novak (* 28. Oktober 1866 in Opočno, Böhmen; † 31. Juli 1929 in Königsberg, Ostpreußen) war ein böhmischer Orgelbauer, der in Ostpreußen wirkte.

## Leben
Carl Novak stammte aus Böhmen. Er begann eine Orgelbauerlehre in Prag und arbeitete seit 1891 bei Max Terletzki in Königsberg, für den er Stimmungen und Reparaturen durchführte. Novak konvertierte zum evangelischen Bekenntnis und heiratete 1896 Hedwig Pohl im Königsberger Dom. 1898 übernahm Bruno Goebel die Werkstatt Terletzkis.
Carl Novak machte sich 1900 selbstständig und gründete die Alleinige evangelische Orgel-Bauanstalt in Ostpreußen Inhaber: Carl Novak. Sein Sitz war in der Kaiserstraße 27, die Werkstatt befand sich in Sackheim in der Neuen Gasse 5. Novak baute ausschließlich pneumatische Orgeln, mit Kegelladen und Röhrenpneumatik. Außerdem baute er in vorhandene Instrumente pneumatische Trakturen ein und nahm Umdisponierungen vor. Novak arbeitete vor allem in evangelischen Kirchen, um dem Konkurrenzdruck mit dem wesentlich erfolgreicheren Bruno Goebel in Königsberg standhalten zu können. 
Er bezog bald Metallpfeifen, Klaviaturen, Kegelventile, Membrane und weitere Einzelteile von der Orgelbaufirma von August Laukhuff in Weikersheim und fertigte nur noch das Gehäuse, die Windladen, das Gebläse und die Holzpfeifen selber. Dadurch konnte er die Arbeiten billiger anbieten. Auch bei Umbauten entfernte er meist nur die mechanische Traktur und ersetzte sie durch Röhren, nicht mehr genutzte Teile wie Windladen und anderes verblieben in den Instrumenten und verursachten beim Spielen unerwünschte Nebengeräusche wie Klappern oder Klopfen. Novak konnte so den Gemeinden besonders in den Dörfern sehr kostengünstige Angebote für die Umbauten machen. 
Werner Renkewitz, der als Schüler einige seiner Arbeiten selber miterlebte und von ihm gebaute Instrumente kannte, beurteilte dessen Arbeitsweise sehr kritisch. Bei Umbauten von Barockorgeln wurde auf den ursprünglichen Klang wenig Rücksicht genommen, neue eingebaute Register waren immer zu laut und übertönten die übrigen. Der Winddruck war sehr hoch und führte zu einem „brutalen“ Klang. Die Barockgehäuse wurden durch ungeschickte Veränderungen optisch verunstaltet. Auch das Stimmen der Instrumente erfolgte oft unsachgemäß, nur mit einem Stimmhorn und zum Teil nur durch Eindrücken der Labialen mit dem Daumennagel.
Carl Novak verarmte um 1923 und verunglückte einige Jahre später bei einer Reparatur auf einem instabilen Gerüst. Bald danach starb er.

## Werkliste (Auswahl)
Ein Verzeichnis von 1903 führte 21 Neubauten auf, aus den folgenden Jahren sind lediglich 9 weitere bekannt. Carl Novak baute in einige Orgeln pneumatische Trakturen ein und veränderte die Dispositionen. Dazu war er als Stimmer tätig.
Orgelneubauten
| Jahr    | Ort                | Gebäude           | Bild | Manuale | Register | Bemerkungen                                                                     |
| ------- | ------------------ | ----------------- | ---- | ------- | -------- | ------------------------------------------------------------------------------- |
| 1897    | Eisenberg          | Ev. Kirche        |      | II/P    | 14       | angeblich sein Meisterstück                                                     |
| 1901    | Kościeszki         | Kirche            |      | II/P    | 11       | ursprünglich in Groß Koschlau, 1960 verkauft                                    |
| 1902    | Passenheim (Pasym) | Ev. Kirche        |      | II/P    | 20       | in Barockprospekt von Mosengel von 1905, 1997/1998 Neubau durch Zych (II/P, 23) |
| um 1905 | Czychen            | Kirche            |      | II/P    | 15       | in wesentlichen Teilen erhalten (2000)                                          |
| 1912    | Königsberg         | Melanchthonkirche |      | II/P    | 23       | zerstört                                                                        |
| um 1913 | Tharau             | Ev. Stadtkirche   |      | I/P     | 9        | zerstört                                                                        |